# Telchinowie
Telchinowie (gr. Τελχῖνες Telchines) – w mitologii greckiej pierwsi mieszkańcy wyspy Rodos, potomkowie Pontosa, opisywani jako istoty ludzkie z rybimi ogonami lub płetwami zamiast stóp.
Przypisywano im niezwykłe umiejętności, np. znajomość obróbki metali (mieli wykonać m.in. sierp Kronosa czy trójząb Posejdona) oraz sztuk czarodziejskich (np. umiejętność sprowadzania deszczu, gradu i śniegu). Przypisywano im pomysł szczególnego rzeźbienia posągów bogów.
Uchodzili za pomocników Hefajstosa działających na korzyść albo na szkodę ludzi, a ich rola w wierzeniach Greków odpowiadała przypisywanej w  europejskich baśniach krasnoludkom i złośliwym karłom.
Mimo swych cennych umiejętności byli bowiem z natury źli i np. niszczyli Rodos, m.in. polewając wyspę wodą ze Styksu, aby jej ziemia jałowiała. Zostali za to ukarani przez bogów – w zależności od wersji mitu Zeus wrzucił ich do morza i pozamieniał w skały, bądź zostali pozabijani przez Apollina.
Pod ich wymowną dla współczesnych postacią Kallimach przedstawia swych zawistnych literackich przeciwników (Odpowiedź dla telchinów lub Elegia telchinów), kąśliwie polemizując z nimi w prologu do poematu Aitia (Przyczyny).